# 罗晋生
罗晋生（1924年—2019年3月21日），男，蒙古族，江苏镇江人，中国半导体物理专家，曾任西安交通大学教授、博士生导师。